# 이건명 (조선)
이건명(李健命, 1663년~1722년)은 조선 후기의 문신이다. 영의정 이경여의 손자이자 이민서의 아들이다. 자는 중강(仲剛), 호는 한포재(寒圃齋), 본관은 전주이다. 숙종 때 문과에 급제하였으며, 1698년 서장관으로 청에 다녀온 후 승지, 이조참의, 대사간, 대사성, 강화유수, 이조참판, 도승지, 부제학을 거쳐 대사성, 이조참판, 한성부우윤을 지내고 다시 이조참판, 호조참판, 대사성을 거쳐 경기도관찰사를 지낸 뒤 부제학, 이조참판, 대사성, 대사헌을 거쳐 이조판서, 우참찬, 형조판서를 지내고 다시 이조판서, 호조판서, 홍문관제학을 두루 지낸 뒤 다시 병조판서를 지내고 좌참찬, 대사헌, 우참찬, 형조판서, 홍문관제학, 예조판서를 거쳐 우의정, 좌의정을 지냈다. 1721년 노론 4대신의 한 사람으로 세제(영조)의 책봉을 주장했으며 책봉 주청자로 청에 다녀왔다. 그때 신임사화가 일어나 노론이 쫓겨나자, 유배되었다가 사약을 받고 죽었다. 그는 성미가 온순한 반면 강직하여 왕을 섬기되 아부하지 않았다. 글씨가 뛰어났는데 특히 송설체로 이름을 떨쳤다. 저서로 <한포재집>이 있다.
시호는 충민(忠愍)이다.

## 같이 보기
- 덕양서원